# Geokronologi
Geokronologi er geologisk tid. Geokronologien giver en relativ tidsbestemmelse gennem analyser af bl.a. sedimentering og evolution. Henfaldsanalyser af radioaktive isotoper kan give 'absolutte' dateringer.
De geokronologiske inddelinger stemmer overens med den kronostratigrafiske inddeling, men de geokronologiske enheder er tidsintervaller.

## Eksempler på geokronologiske enheder
- superæon – Prækambrium (den eneste superæon)
- æon – Phanerozoikum
- æra – Palæozoikum
- periode – Ordovicium
- epoke – Sen Ordovicium
- alder – Ashgill

Geokronologiske enheder forveksles ofte med kronostratigrafiske enheder. I epoken 'Sen Kridt' blev der dannet aflejringer, fossiler og krystalline bjergarter. Disse findes i dag som den kronostratigrafiske serie 'Øvre Kridt'.

### Øvre/Sen fejl
Det er tilladt at skrive: Tyrannosaurus rex levede i Sen Kridt, men teksten en T-rex er fundet i Sen Kridt angiver at nogen har taget en tidsmaskine 67 mio. år tilbage! Den korrekte tekst vil være: En T-rex blev fundet i Øvre Kridt.